# Тетиевский комбинат хлебопродуктов
Тетиевский комбинат хлебопродуктов (укр. Тетіївський комбінат хлібопродуктів) — предприятие пищевой промышленности в городе Тетиев Киевской области Украины.

## История
Предприятие было создано в 1933 году как хлебоприёмный пункт.
После провозглашения независимости Украины комбинат перешёл в ведение министерства сельского хозяйства и продовольствия Украины.
В марте 1995 года Верховная Рада Украины внесла КХП в перечень предприятий, приватизация которых запрещена в связи с их общегосударственным значением.
После создания в августе 1996 года государственной акционерной компании "Хлеб Украины" комбинат стал дочерним предприятием ГАК "Хлеб Украины". В дальнейшем, государственное предприятие было преобразовано в арендное предприятие.
5 ноября 1997 года Кабинет министров Украины утвердил решение о приватизации КХП в течение 1997 года.

## Современное состояние
Основными функциями предприятия являются приём, очистка, сушка и хранение зерна. Общая ёмкость комбината составляет 56 тыс. тонн (в том числе, элеваторная ёмкость - 26,9 тыс. тонн и складская ёмкость 29,1 тыс. т).